# Prince Cokola Ntwali
 Prince Cokola Ntwali Katintima  (né à Kaziba le 6 octobre en 1983) est un homme politique de la République démocratique du Congo et député national, élu de la circonscription de Walungu dans la province du Sud-Kivu,,,.

## Biographie
Prince Cokola est né à Kaziba le 6 octobre 1983, élu député national dans la circonscription électorale de Walungu dans la province du Sud-Kivu, il est membre du parti politique Parti du peuple pour la reconstruction et la démocratie (PPRD).